# Scherekinski
Scherekinski (russisch Шерекинский) ist eine Siedlung (ländlichen Typs) in der Oblast Kursk in Russland. Sie gehört zum Rajon Lgow und zur Landgemeinde (selskoje posselenije) Marizki selsowjet.

## Geographie
Der Ort liegt gut 63,5 km Luftlinie westlich des Oblastverwaltungszentrums Kursk im südwestlichen Teil der Mittelrussischen Platte, 9 km nördlich des Rajonverwaltungszentrums Lgow, 2 km vom Sitz des Dorfsowjet – Mariza, 57,5 km von der Grenze zwischen Russland und der Ukraine.

### Klima
Das Klima im Ort ist wie im Rest des Rajons kalt und gemäßigt. Es gibt während des Jahres eine erhebliche Niederschlagsmenge. Dfb lautet die Klassifikation des Klimas nach Köppen und Geiger.

## Bevölkerungsentwicklung
| Jahr | Einwohner |
| ---- | --------- |
| 2002 | 157       |
| 2010 | 125       |

Anmerkung: Volkszählungsdaten

## Verkehr
Scherekinski liegt 12 km von der Straße regionaler Bedeutung 38K-017 (Kursk – Lgow – Rylsk – Grenze zur Ukraine) als Teil der Europastraße E38, an der Straße 38K-023 (Lgow – Konyschowka) und 1 km vom nächsten (geschlossenen) Eisenbahnhaltestelle 575 km (Eisenbahnstrecke Nawlja – Lgow-Kijewskij) entfernt.
Der Ort liegt 151 km vom internationalen Flughafen von Belgorod entfernt.